# タイムCM
タイムCMとは、放送におけるコマーシャルメッセージ（CM）の一種で、放送番組中に、番組本編を中断して放送されるものの呼称。番組CM（ばんぐみCM）とも。特定の番組枠に広告料を提供したスポンサーのCMを指す。
対義になるのがスポットCM。

## 概要
スポットCMが原則、特定番組のスポンサー枠とは無関係に流される（番組と番組の間など）のに対して、タイムCMは番組枠への広告料提供である性質上、どの番組内で流されるかがあらかじめ決まっている。契約枠は原則、番組枠と一体のものとして扱われる。全体的な傾向として、料金はスポットCMよりも割高である。また、全国ネット番組であるかローカル番組であるかでも料金が変わる。
CM1本あたりの秒数はスポットCM同様、日本民間放送連盟（民放連）の放送基準に準じるが、特にテレビ放送の場合、スポットCMが基本15秒単位であるのに対し、30秒単位が基本であり、60秒など、より長時間の基本枠が設定される傾向にある。
タイムCMには以下のメリットがある。
- 契約対象の番組内容から、事前に視聴者層を想定でき、その層を狙っての広告を打つことができる。
- 場合によっては、番組本編前後に提供スポンサーを紹介するアナウンスまたは表示（提供クレジット枠）があり、企業名・商品名などの露出効果がある。
  - 提供クレジットのない番組本編を中断して放送されるスポットCM枠をパーティシペーションと呼ぶ[2]。
- 場合によっては、提供スポンサーとして番組の内容に対して発言権を持つことができる。

提供番組の視聴率が広告効果に必ず直結するわけではない。また、企業がどのような番組にCMを提供しているかは、企業の評判に影響を及ぼす。提供番組が低俗番組の評価を受けた場合、企業イメージの低下につながることが考えうる。

## 事例

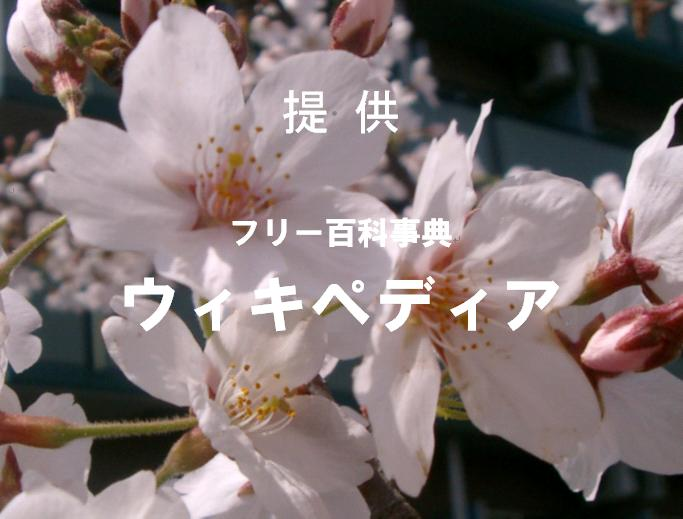
提供クレジット

タイムCMはテレビの場合、提供クレジットとして画面にスポンサー名が表示されるが、音声でのスポンサーの紹介方法は購入枠の長さにより異なる。一般に提供クレジットに企業名や商品名のアナウンスを入れるためには一定の購入枠（通常は60秒以上）が必要であり、その要件を満たせば「○○の提供でお送りします（○○がお送りします）/しました」と企業名や商品名のアナウンスが付く。さらに購入枠が大きければ番組名・企業名などの前にキャッチフレーズが付けられることもある。購入枠が一定の長さに満たないときは「ご覧のスポンサーの提供でお送りします（ご覧のスポンサーがお送りします）/しました」とアナウンスなしでクレジットのみとなる。CMについては基本的に提供クレジットを番組の前後に入れる。
CM提供スポンサーが1つの番組枠を一社提供と呼ぶ。民間放送初期には一般的な形式だったが、やがて共同提供形式（1本の放送枠内で提供スポンサーが切り替わっていくこと）が一般的となり、一般視聴者にとって企業と特定番組との関係イメージは見出しにくくなった。
2000年代頃から、企業名に代わり、商品名が露出されることが多くなってきている。
編成の都合（内包番組、パーティシペーション等の兼ね合い）などにより、番組本編の開始直前または終了直後にタイムCM枠が設定される場合がある（下記関連項目の方法に準じるが、料金を別に設定しない点が異なる）。